# Michael Gray (lemezlovas)
Michael Anthony Gray ismertebb nevén Michael Gray (Croydon, London, 1966. december 4. –) brit lemezlovas, zenei producer. Több remixet is készített már a Full Intention című duónak.

## Biográfia
Gray 1990-ben készített egy "The Brits 1990 (Dance Medley)" című megamixet az adott évi zenei díjátadó ünnepségre, mely az Egyesült Királyság kislemezlistáján a 2. helyezést érte el. Hosszú hallgatás után 2004-ben saját művészneve alatt kezdte meg zenei karrierjét, melynek első kislemeze a The Weekend  című dal volt, mely világszerte sikeres volt. A dal a brit kislemezlistán a 7. helyezést érte el, mely az Universal Music Tv (UMTV) Eye Industries szolgáltatás keretein belül több mint 20.000 lejátszást produkált. Az Egyesült Államokban a dal a Billboard Hot Dance Airplay listán is helyezett volt, melyet 2005-ben az Ultra Records kiadó jelentetett meg. A dal 2007-ben egy Honda reklámban szerepelt, valamint az Ugly Betty című film Sophia's Choice című epizódjában is elhangzott.
A következő kislemez a Borderline című dal volt, melyben Shelly Poole az Alisha's Attick énekesnője énekelt. A dal 2006. július 24-én jelent meg, és az ARIA Club lista 3. helyéig jutott, valamint 12. volt a brit kislemezlistán. A harmadik "Somewhere Beyond" című dal 5. helyezést érte el az ausztrál ARIA Club listán. 2007-ben megjelent az Analog is On című stúdióalbum, melyet rövid ideig Japánban is lehetett kapni.
Gray saját duója, a Full Intention több dalt is készített, többek között az "I Believe In You" című (2005) című dalban, a "Hi Fashion" című kislemezen is, melyben Maria Lawson is közreműködött, de dolgozott több dalban is, úgy mint a "Better Than Perfect" a "Ready for This" címűben, melyben Nanchang Nancy volt hallható 2008-ban. A "Ready for This" 5. helyezést érte el az angol Club Chart listán, és 1. volt az UK Upfront Club listán. 2009-ben egy új kiadót alapított Full Intention Records néven, ahol megjelentették az "Once In a Lifetime" , az "I Will Follow" és "Forever" című Full Intention dalokat.
A 2010-es évek elején Gray több előadóval is dolgozott együtt, többek között Paul Harris, Kid Massive és Sam Obernik, akikkel közösen megjelentette 2010-ben a "Home" című dalt, majd Paul Harris és Jon Pearn-nal közösen Amanda Wilson énekesnővel a "Caught Up" jelent meg, később pedig Cassandra Fox vokálozott a "Lights Down Low" című dalban. 2011-ben Gray fellépett a belgrádi Arénában David Guetta mellett, majd új kislemezt és remixeket készített, mint szóló előadó, és megjelent "Remember" című dala Marco Lys közreműködésével. Egy másik dala, melyet Marco Lys egyszerűen csak "The Underground"-nak hívott, 2013-ban jelent meg, majd MGNY néven a "My World" című kislemez látott napvilágot a NY nevű énekessel közösen.
A Full Intention "Keep Pushing" és "I Miss You" című dalok 2016-ban és 2017-ben a legnépszerűbb Full Intention daloknak számítottak, majd Gray elkészítette a "Walk Into the Sun" című dal új változatát, a Full Intention remixet. 2018-ban David Penn "Join Us" című slágeréből készített remixet, melyben Lisa Millett vokálozott.
Gray 2018-as új kislemeze a "Keep Moving On" Kimberley Brown és Shirley Marie Graham közreműködésével készült el, és jelent meg.
Gray több európai országban is fellépet DJ szettjével, többek között Lengyelországban, Németországban, Spanyolországban, vagy Hollandiában.

## Diszkográfia

### Stúdió albumok
- Analog Is On (2007)

### Kislemezek
| 1990                                                                  | "The Brits 1990 (Dance Medley)" (credited to Various Artists)         | 2   | —  | —  | —  | —  | —  | —  | —  | —  | kislemez |
| 2004                                                                  | "Whatcha Gonna Do" (featuring Maria Lawson)                           | 193 | —  | —  | —  | —  | —  | —  | —  | —  | kislemez |
| 2004                                                                  | "The Weekend"                                                         | 7   | 14 | 49 | 11 | 19 | 22 | 22 | 29 | 49 | kislemez |
| 2006                                                                  | "Borderline" (featuring Shelly Poole)                                 | 12  | 49 | 63 | 52 | —  | 42 | 42 | 78 | 75 | kislemez |
| 2007                                                                  | "Somewhere Beyond" (featuring Steve Edwards)                          | —   | —  | —  | —  | —  | 86 | —  | —  | —  | kislemez |
| 2008                                                                  | "Ready for This" (featuring Nanchang Nancy)                           | —   | —  | —  | —  | —  | —  | —  | —  | —  | kislemez |
| 2011                                                                  | "Piece of You" (featuring Laura Kidd)                                 | —   | —  | —  | —  | —  | —  | —  | —  | —  | kislemez |
| 2012                                                                  | "Can't Wait for the Weekend" (featuring Roll Deep)                    | —   | —  | —  | —  | —  | —  | —  | —  | —  | X        |
| 2013                                                                  | "My World" (featuring NY)                                             | —   | —  | —  | —  | —  | —  | —  | —  | —  | kislemez |
| 2016                                                                  | "Walk Into The Sun" (featuring Ann Saunderson)                        | —   | —  | —  | —  | —  | —  | —  | —  | —  | kislemez |
| 2018                                                                  | "Keep Moving On" (featuring Kimberley Brown and Shirley Marie Graham) | —   | —  | —  | —  | —  | —  | —  | —  | —  | kislemez |
| "—" nem jelent meg az országban, vagy nem volt slágerlistás helyezés. |                                                                       |     |    |    |    |    |    |    |    |    |          |

### Válogatott remixek
- 2004 Scape feat D´Empress – Be My Friend
- 2005 Yanou – Sun Is Shining
- 2007 Splittr – All Alone
- 2008 Cicada – Beautiful
- 2008 Priors – What You Need
- 2008 Danism – Strike
- 2009 Gary Go – Open Arms
- 2009 Visage – Fade to Grey
- 2010 Izzy Stardust, Dumb Dan – Looking Out For A Bigger Love
- 2010 Valeriya – All That I Want
- 2010 Cee Lo Green – It's OK
- 2011 Sterling Void – Runaway Girl
- 2012 Tara McDonald – Give Me More
- 2013 Kamaliya – Love Me Like
- 2015 Electronic Youth – Be Right There